# ヴィクトラス・プランツキエティス
ヴィクトラス・プランツキエティス（リトアニア語: Viktoras Pranckietis、1958年7月26日 - ）は、リトアニアの政治家。2016年から2020年まで国会（セイマス）議長を務めた。

## 経歴
1982年、リトアニア農業アカデミー（現・ヴィータウタス・マグヌス大学農業アカデミー）卒業。同年から農業アカデミーで勤務。
2014年から2019年まで、リトアニア農民・緑の連合の副党首を務める。
2015年から2016年までカウナス地区議会議員。
2016年リトアニア議会選挙でリトアニア農民・緑の連合から立候補し、当選。選挙後、国会議長に就任した。
2019年10月、リトアニア農民・緑の連合がプランツキエティスに対して国会議長の辞任を求め不信任決議に向けて動くも、可決ならず。
2020年リトアニア議会選挙ではリトアニア共和国自由運動のリストから出馬し、小選挙区で当選を果たした。同年11月、リトアニア共和国自由運動に入党。